# Banksinomidae
Banksinomidae är en familj av spindeldjur. Banksinomidae ingår i ordningen kvalster, klassen spindeldjur, fylumet leddjur och riket djur.
Familjen innehåller bara släktet Oribella.